# 별 모양의 정다각형

오각성(별 모양 오각 별)

육각성 (2복합 삼각형형 육각성)

별 모양의 정다각형(영어: regular star polygon)은 평면 기하학적 도형의 일종으로, 별형 다각형 중 정다각형의 변을 연장한 것이다. 또한, 몇 개의 정다각형으로 분해할 수 없는 것을 말한다.